# Juan Felipe Osorio
Juan Felipe Osorio Arboleda (La Unión, Antioquia, Colombia, 30 de enero de 1995) es un ciclista profesional colombiano. Desde 2022 corre para el equipo amateur colombiano Orgullo Paisa.

## Palmarés
2013
- 3.º en el Campeonato de Colombia Contrarreloj sub-23
- 3.º en el Campeonato de Colombia en Ruta sub-23

2016
- 1 etapa del Clásico RCN

2019
- 2.º en el Campeonato de Colombia en Ruta

## Resultados en Grandes Vueltas
| Carrera | Carrera         | 2016 | 2017 | 2018 | 2019 | 2020  | 2021 |
| ------- | --------------- | ---- | ---- | ---- | ---- | ----- | ---- |
|         | Giro de Italia  | —    | —    | —    | —    | —     | —    |
|         | Tour de Francia | —    | —    | —    | —    | —     | —    |
|         | Vuelta a España | —    | 87.º | —    | —    | 114.º | —    |

—: no participa

Ab.: abandono

## Equipos
- Indeportes Antioquia la Más Educada (2013)
- 472-Colombia (2014)
- Manzana Postobón Team (2015-2018)
- Super Giros-Alcaldía de Manizales (01.2019-06.2019)
- UD Oliveirense/InOutbuild (07.2019-12.2019)
- Burgos-BH[2][3] (2020-2021)
- Orgullo Paisa (2022)